# Coccophagus diminutus
Coccophagus diminutus är en stekelart som beskrevs av Sugonjaev 1995. Coccophagus diminutus ingår i släktet Coccophagus och familjen växtlussteklar.
Artens utbredningsområde är Vietnam. Inga underarter finns listade i Catalogue of Life.